# Басыз
Басыз — родоплеменное объединение левого крыла Кыргызов

## Генетика
У представителей данного племени преобладают гаплогруппа R1a1, а также частично O2.

## Ураан (родовой клич)
Родовой клич племени басыз — «Акбуура».

## История
По мнению историка А. Мокеева, басызы происходят от древних басмылов.
В китайском источнике «Сиюй чжи» племя басыз упоминается среди восточных кыргызов, в то же время и среди западных.
В начале XIX века кыргызские племена басыз и саяк под главенством Тайлак батыра активно поддержали восстание Джахангир-ходжи против империи Цин.

## Санжыра (состав племени)
Роды, относящиеся к племени басыз:
1. Кылыч тамга
2. Керки тамга
3. Тилеке
4. Айдаралы
5. Болокбай
6. Жээренчи
7. Караке
8. Кашка
9. Кудайлат
10. Бактыгул
11. Доскана
12. Шыбакай
13. Качкынчы
14. Каман
15. Котур каман
16. Кара чолок
17. Чон мурун
18. Онтогор
19. Чоют
20. Тогуз
21. Акбаш
22. Кочок
23. Козкана
24. Маматберек
25. Байсогур
26. Карагана
27. Жээналы

## Известные представители
- Сарыкүчүк бий — в XVIII веке был отправлен как посол от западных кыргызов к империи Цин .
- Эшиге баатыр — организовал освободительное движение кыргызских земель от ойрат-калмыков, Цинской империей в 1759 году награжден званием "Полководец 3-й степени" и 100 серебряной ямбой.
- Мандалак баатыр — один из первых кыргызских вождей, поддержавший в 1820 году восстание Джахангир-ходжи.
- Чыбылдый бий — в 20-30-х годах XIX века совместно с Тайлак баатыром организовал освободительное движение против кокандцев и цинских войск.
- Байымбет балбан — прославленный кыргызский борец, живший во второй половине XIX в. — в начале XX в.
- Чыйбыл болуш — активный участник Андижанского восстания.
- Курбанкул бий — в конце XIX века - в начале XX века около 30 лет был народный судья (бий) в Кугартской волости Андижанского уезда.
- Жаныбек казы — один из лидеров басмаческого движения в начале XX века.